# 우즈베키스탄의 기독교

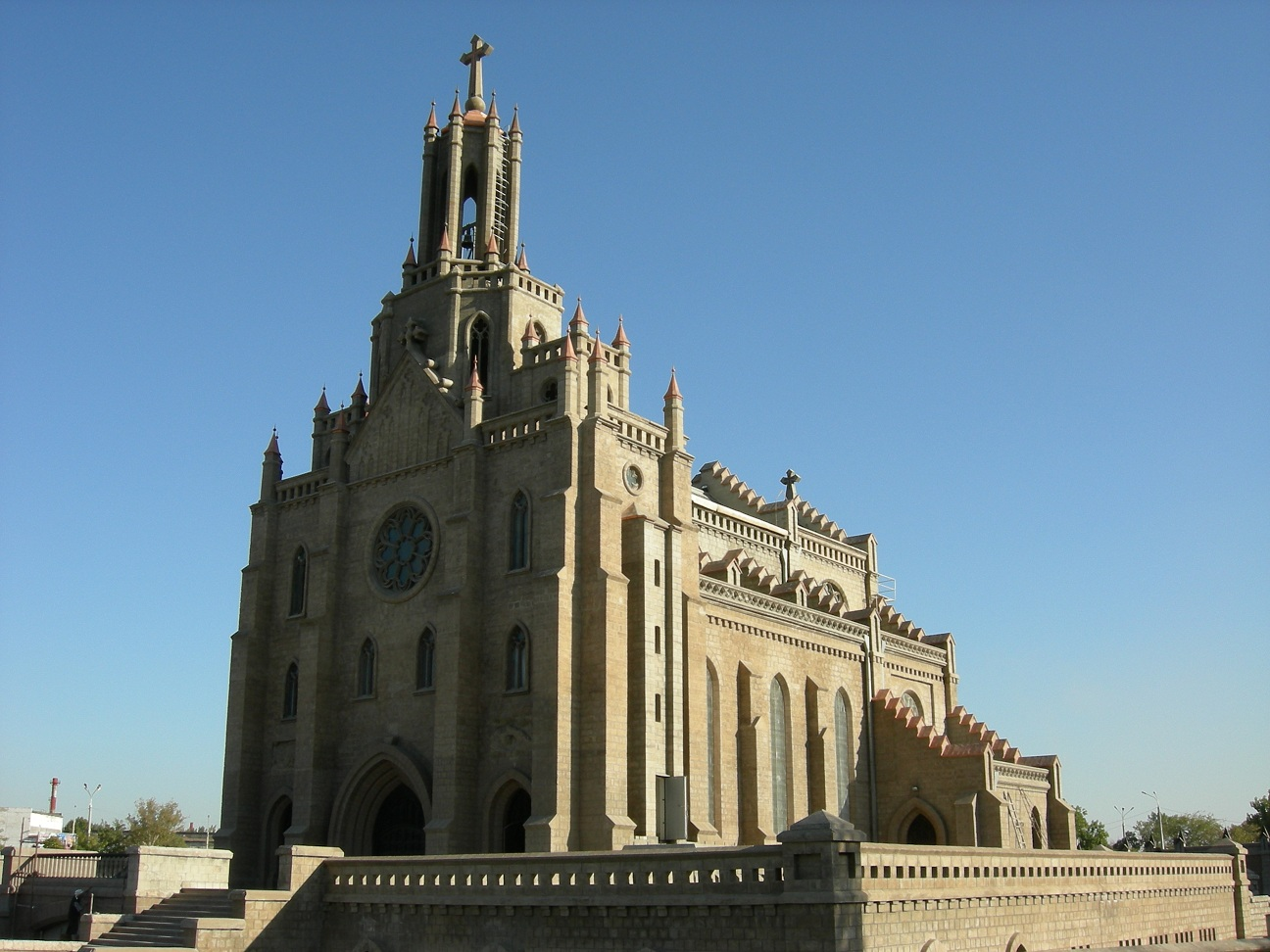
타슈켄트의 성심 대성당.

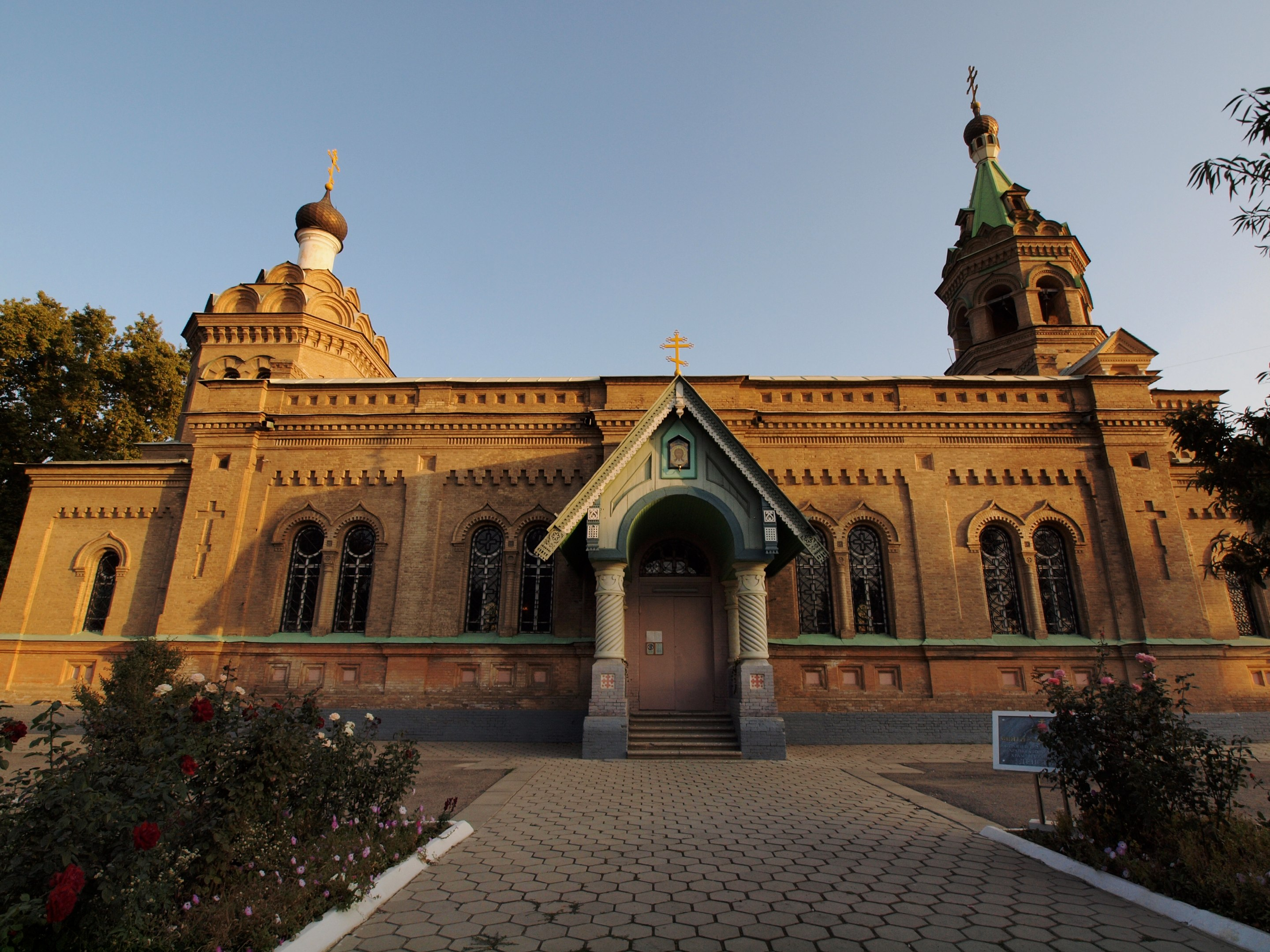
사마르칸트의 러시아 정교회 교회.

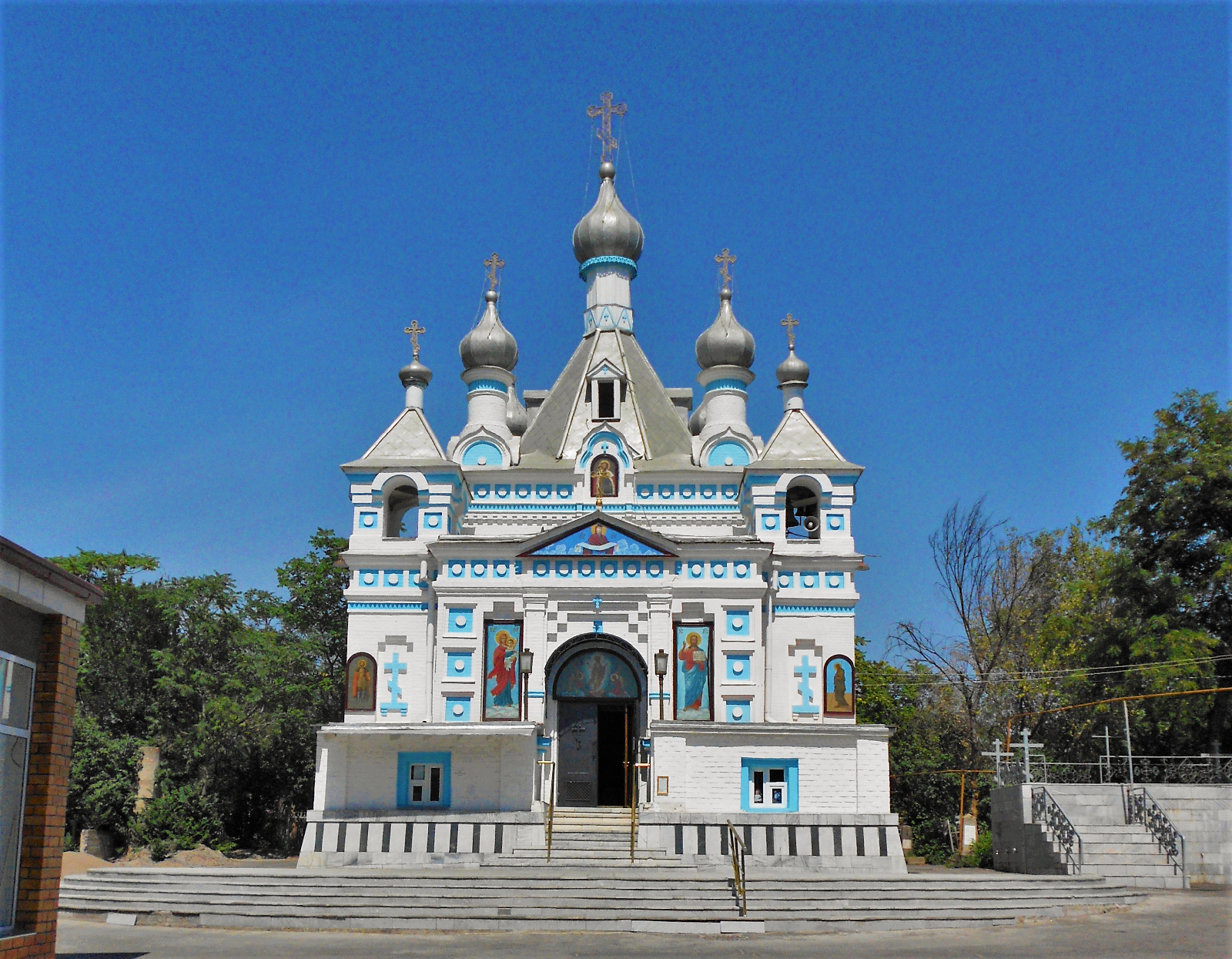
타슈켄트의 알렉산더 네브스키 대성당.

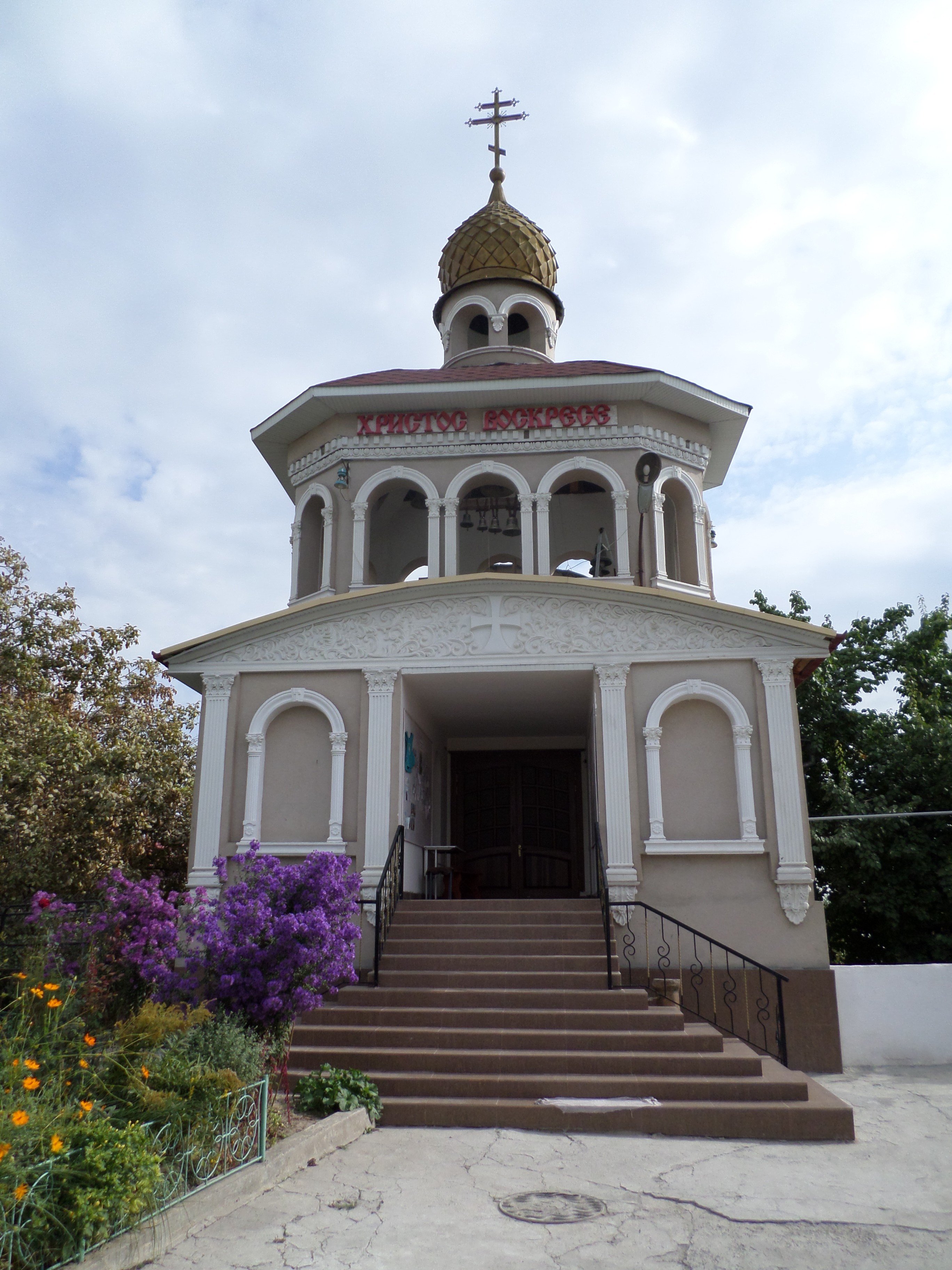
타슈켄트의 히에로마티르 허모게네 교회.

우즈베키스탄의 기독교는 전체 인구의 2%, 35만 명 가량이 믿는 비교적 소수인 종교이다. 우즈베키스탄의 헌법에 따르면, 우즈베키스탄은 국교가 없으며, 모든 종교는 법 앞에 평등하다. 하지만 우즈베키스탄 정부는 기독교인의 박해에 대해 거의 방관하고 있으며, 지방에서는 기독교인에게 많은 압력이 가해지고 있다. 이로 인해 미국 국무부는 우즈베키스탄을 우려 대상으로 지정하였다.

## 역사
역사적으로 우즈베키스탄은 합성론과 연관된 네스토리우스파나 야곱파 등 동방 기독교 사회가 있었다. 14세기 경 전염병의 전파로 인해 기독교 공동체의 인구가 감소하며 기독교가 자연적으로 쇠퇴하였다. 남은 사람들은 경제적 이유로 이슬람교로 개종한 것으로 추정하고 있다. 티무르 제국의 지배 기간에 기독교를 둘러싼 정치적 상황은 더 악화되었다.
사마르칸트와 중앙아시아에 남은 마지막 기독교인은 울루그 베그가 박해한 것으로 보이나, 신뢰성이 높은 기록이 남아있지 않아 우즈베키스탄 지역의 기독교가 어떻게 쇠퇴하였는지는 미궁에 쌓여 있다.
1867년 러시아의 우즈베키스탄 점령 이후 기독교가 러시아 정교회의 형태로 다시 보급되었다. 러시아와 유럽에서 넘어온 이주민을 위해 큰 도시에는 정교회 교회가 세워졌다.
2009년 미국 국무부의 자료에 따르면, 우즈베키스탄 인구의 5% 가량은 정교회를 믿으며, 이 중 다수는 민족적으로 러시아인에 속했다. 2010년 퓨 연구 센터는 인구의 2.5%가 정교회를 믿었다.
2019년 중반 미국 국무부에 따르면, 우즈베키스탄 인구의 약 93% ~ 94%가 이슬람교를 믿으며, 3.5%만이 러시아 정교회를 믿고 있었다. 또한 러시아인 등 정교회를 믿는 사람들의 이주로 인해, 이 수는 계속 줄어들고 있다. 2020년 조사 결과에서는 약 2%, 34만 5천 명 가량만이 기독교를 믿었다.
2005년부터 2020년까지 미국 국제 종교 자유 위원회는 우즈베키스탄을 "주요 우려 대상"으로 지정하였다. 2019년에 우즈베키스탄 정부는 그 해 8월 위원회가 지적한 문제였던, 경찰 등 사법 집행 기관의 종교 공동체 급습 및 탄압을 금지하였다. 이에 따라 우즈베키스탄은 "우려 대상"에서 "관심 대상"으로 재지정되었다.

## 개종
2015년 진행한 연구 결과에 따르면, 기독교를 믿는 사람 중 1만 명 가량이 이슬람교 배경이 있었다. 이들 다수는 복음주의파나 카리스마파로 분류되는 개신교 공동체에 소속되어 있었다.

## 개신교
개신교를 믿는 인구는 전체의 1%가 채 되지 않는다. 복음주의 루터교회에서는 우즈베키스탄에 교구 7곳을 두고 있으며, 주교는 타슈켄트에 있다. 교회회의의 대표는 길다 라즈포포바이다.

### 주요 교파
- 우즈베키스탄 침례교회연합
- 독일 복음주의 루터교회
- 한국침례교회연합
- 기독교대한감리회
- 대한예수교장로회
- 제칠일안식일예수재림교회

## 여호와의 증인
여호와의 증인은 우즈베키스탄이 독립하기 몇십 년 전부터 이미 우즈베키스탄에 존재하고 있었다. 1992년 이후로 우즈베키스탄 정부는 치르치크에 있는 한 곳을 제외하고는 모든 교회의 등록을 거부하고 있다. 치크치크에 있는 여호와의 증인 신자만 500명 이상으로 추정된다. 우즈베키스탄 법에 따라, 여호와의 증인 신자들은 왕국회관에서만 모일 수 있으며, 모였을 때도 어떠한 종교적 선전은 불가하다.

## 같이 보기
- 우즈베키스탄의 종교